# Nahia (partido político)
Nahia (Deseo en euskera) fue un partido político español de ámbito guipuzcoano e ideología de izquierdas y nacionalista vasca, creado por miembros disidentes de Aralar que se mostraban contrarios a la línea política oficial aprobada en el V Congreso, celebrado en Derio en septiembre de 2011, y en especial con el punto que hacía referencia a la colaboración estratégica y táctica de la izquierda abertzale del futuro.
En dicho punto se proponía concurrir a las elecciones generales de 2011 en una coalición entre Nafarroa Bai y Bildu, o la acordada entre las fuerzas integrantes de dichas coaliciones, abierto a otras fuerzas ecologistas y de izquierda que pudieran mostrar interés, como opción electoral en Navarra; y en una coalición entre Bildu y Aralar, o la acordada por las fuerzas políticas integrantes que estaban en dichas marcas electorales, y abierto igualmente a otras fuerzas ecologistas y de izquierda, como opción electoral en el País Vasco para dicha cita.
Un número indeterminado de esos miembros disidentes, organizados bajo el nombre Aizkorri Taldea como corriente interna no constituida formalmente, abandonó Aralar días antes de la Asamblea de Hegoalde que este partido celebró en Vitoria el 3 de marzo de 2012, abogando por la disolución del partido. Casi simultáneamente, la organización juvenil Iratzarri anunció que se desvinculaba de Aralar; aunque un sector de esta negó este extremo denunciando también las irregularidades en la convocatoria de la asamblea de Iratzarri donde se adoptó esa decisión.
En su primer comunicado oficial, Nahia achacó la fractura interna de Aralar a los errores cometidos por esta formación debidos a "la lucha por el poder interno, la falta de democracia y el mal estilo" de su ejecutiva. Asimismo negó que su escisión respondiera a la estrategia de alianzas emprendida por Aralar y situaron el origen de las desavenencias en el IV Congreso celebrado en Pamplona en 2009, mostrando su afinidad con los exmilitantes que crearon Araba Bai y se sumaron a Bildu, así como con la corriente Aizkorri y los jóvenes de Iratzarri expedientados. Igualmente calificaron de "escandalosa" la expulsión de los tres parlamentarios críticos.

## Objetivos
Nahia no aspiraba a conformar una nueva opción electoral. La creación de esta nueva marca política pretendía, en primera instancia, prestar cobertura legal a los cargos públicos expulsados de Aralar. Es el caso de los concejales de Cegama y Beasáin, Aitor Zabaleta y Unai Baztarrika, respectivamente. Ambos fueron expulsados del partido cuando en marzo la ejecutiva nacional acordó suspender de militancia a los dirigentes de las juventudes de la formación, Iratzarri, relacionados con la decisión de desvincularse de Aralar. Baztarrika, quien después de ser expulsado continuó formando parte del equipo de gobierno de Bildu en el Ayuntamiento de Beasáin, comenzó a emplear el nombre de Nahia en los plenos.
Cuando se creó, Nahia contaba con media decena de concejales, todos ellos provenientes de Aralar. Además la organización se mostró abierta a que se le unieran Aintzane Ezenarro, Mikel Besabe y Oxel Erostarbe, los tres parlamentarios vascos expulsados en mayo de 2012 por haber votado a favor de una ponencia "para la paz y la convivencia" desoyendo el mandato dado por la dirección del partido; aunque estos anunciaron que dejarían sus cargos y negaron su vinculación a Nahia.
Tras la expulsión de los parlamentarios críticos y su dimisión el 31 de julio, la exmilitante de Aralar y presidenta de Nahia, María Isabel Castelló presentó sus credenciales como parlamentaria electa como paso previo a ocupar uno de los tres escaños que dejaron vacantes. Castelló, que en mayo había abandonado Aralar disconforme con la línea política de la ejecutiva y fue una de las fundadoras del nuevo partido político Nahia, finalmente se incorporó al grupo mixto del Parlamento Vasco. Esta decisión de acceder al escaño pese al pronunciamiento en contra de Aralar, se produjo en un momento en el que se preveía un adelanto electoral y Aralar ya había decidido confluir en la coalición Euskal Herria Bildu.